# اجماع واشینگتن
توافق واشینگتن (به انگلیسی: Washington Consensus) پیمانی‌ست بر سر آزادسازی بازارها، خصوصی‌شدن شرکت‌های دولتی و سیاست‌های دیگری که مشوق سرمایه‌گذاری خارجی است، مانند کاهش رسمی ارزش پول رایج و نظارت زدایی.

## تاریخچه
واژه اجماع واشینگتن در سال ۱۹۸۹ ابداع شد. اولین بار این واژه توسط ویلیام سون در مقاله‌ای برای کنفرانس انستیتو اقتصادهای بین‌المللی استفاده شد. کنفرانس به منظور بررسی این موضوع برگزار شده بود که کدام یک از ایده‌های قدیمی اداره سیاستهای اقتصادی آمریکای لاتین از سال ۱۹۵۰ بوسیله ایده‌های جدید که درسازمان همکاری اقتصادی و توسعه مناسب شمرده شده‌اند، کنار گذاشته شده‌است.
داستان در بهار ۱۹۸۹ اتفاق افتاد ویلیام سون در تأیید منافع Brady plan در یک کمیته مربوط به کنگره عنوان کرد که این سیاست خوبی برای کمک به کشورهای بدهکار است که از عهده پرداخت بدهی خود برآیند.

## اجماع واشنگتنی چیست؟
از سال ۱۹۸۰ به بعد مؤسسه صندوق بین‌المللی پول، بانک جهانی و خزانه داری آمریکا، برای بهتر شدن اوضاع و خروج امور از دست دولت، مجموعه‌ای را پیشنهاد کرند. این مجموعه مورد پذیرش دیگر کشورهای جهان قرار گرفت و به دلیل توسعه نیافتگی و نیاز به بانک آن را پذیرفتند. در حقیقت این کشورها آگاهانه یا ناآگاهانه به دلیل گرفتن وام یا کمک فنی، سعی در اجرای این مجموعه پیشنهادی کردند. به این مجموعه توصیه‌ها و پیشنهادها که می‌توان آن را حرکت به سمت کوچک سازی دولت نام گذاشت، اجماع واشنگتنی گفته شد.
یکی از محورهایی که در سیاست‌های توسعه‌ای کشورهای غربی دنبال شد؛ خصوصی‌سازی بود لذا روند خصوصی‌سازی در دولت‌های ریگان و تاچر از سال ۱۹۸۰ شکل گرفت و نقش محوری ایفا کرد، اما سیاست‌های توسعه‌ای لزوماً قابل تجدید نیست مگر آن که شرایط مشابهی باشد؛ بنابراین عمده‌ترین مانعی که باعث شد در جریات خصوصی‌سازی مشکلاتی ایجاد شود، فقدان نهادهای لازم در اقتصادهای توسعه‌ای بوده در واقع هر اقتصادی باید متناسب با درجه توسعه یافتگی خود ونهادهایش تصمیم‌گیری کند و به واسطه تحول نهادی تحولی در تصمیم‌گیری به وجود آید. پس نتیجه بررسی طرفداران اجماع واشنگتنی در اجرای سیاست‌ها این بود که باید نهادسازی‌هایی صورت بگیرد. کسانی که سیاست‌های اجماع واشنگتنی را تجویز کردند در حقیقت به دنبال توسعه خودشان بودند. آن‌ها معتقد بودند که بخش‌های دولتی باید واگذار شود ولی چون بخش خصوصی کارآمد و با انگیزه‌ای وجود نداشت در این سیاست شکست خوردند. اجماع واشنگتنی اگر چه از این موضع دست برنداشت ولی عملاً در ادامه راه متوجه فقدان نهادسازی شد. البته در دنباله سیاست اجماع واشنگتنی، نظریه پسا واشنگتنی نیز شکل گرفت که طرفدارانش معتقد بودند باید دست از خصوصی کردن برداشت و ضمن آن که بخش دولتی هست، بخش خصوصی در کارآمدی بخش دولتی رشد کند وقدرت رقابت داشته باشد.

## اصلاحاتی که لیست اجماع واشینگتن را تشکیل می‌دهد
۱. نظم مالی ۲. باز ترتیب اولویت‌های مخارج عمومی ۳. اصلاح مالیات ۴. آزادی سازی نرخ‌های بهره ۵. یک نرخ ارز رقابتی ۶. آزاد سازی تجاری ۷. آزاد سازی سرمایه‌گذاری مستقیم خارجی ورودی ۸. خصوصی‌سازی ۹. مقررات زدایی ۱۰. حقوق مالکیت